# Joaquim Roglan
Joaquim Roglan i Llop (Barcelona, 1952), és un periodista i professor universitari català ja retirat, doctorat en periodisme. Roglan ha treballat en els principals mitjans de comunicació de Catalunya i actualment col·labora amb La Vanguardia i Metrópoli Abierta, a més va ser professor a la Universitat Ramon Llull.
Pel que fa a la formació acadèmica, és llicenciat en Filologia Romànica i Ciències de la Informació, doctorat en Ciències de la Comunicació i a més té un màster en direcció editorial. Entre altres llibres ha publicat El Grup Democràtic de Periodistes, Revistes d'humor a Catalunya, Esade, 40 anys, Fundació Miró, 25 anys, La Barcelona eròtica, Què esteu fent amb Barcelona?, Oriol Solé, el Che català i La República Catalana 1931-1939. També ha escrit sobre la situació dels boxejadors catalans durant l'època del franquisme al seu llibre Combat a mort: Gironès i els perseguits pel franquisme,
També ha escrit documentals de ràdio i televisió i ha estat guionista de programes com "Persones Humanes", "Te’n recordes?", "Classificació ACR" o "Els Fets de Palau", entre molts altres.